# مهدی صدرزاده
مهدی صدرزاده (زاده ۱۲۷۵ شیراز) وکیل دادگستری و نماینده شیراز در مجلس شورای ملی بود.
پدرش میرزا عبدالعلی صدرالعلماء جهرمی از روحانیون شیراز بود. خودش نیز پس از تحصیلات ابتدائی در مدارس مسعودیه و رحمت شیراز، در حوزه‌های علمیه این شهر تحصیل کرد و سپس به وکالت دادگستری پرداخت و توانست از وکلای سرشناس این شهر و وکیل اوقاف شیراز شود.
صدرزاده پس از شهریور ۱۳۲۰ به سیاست روی آورد و وارد حزب برادران شیراز شد. در سا ۱۳۲۵ که قوام‌السلطنه نخست‌وزیر وقت حزب دموکرات را به راه انداخت، به این حزب پیوست و سال بعد به نمایندگی از شیراز به مجلس شورای ملی راه یافت (دوره پانزدهم). در دوره‌های شانزدهم، هجدهم و نوزدهم نیز کرسی خود را حفظ کرد. پس از پایان دوران نمایندگی‌اش از سیاست کناره گرفت و به وکالت دادگستری ادامه داد.